# Spencer Island, Nunavut
Spencer Island är en ö i Kanada.   Den ligger i territoriet Nunavut, i den östra delen av landet, 900 km norr om huvudstaden Ottawa.